# Sandøyfjorden (Sørøya)
Sandøyfjorden (nordsamisk: Sáttovuotna) er en fjord på nordsiden af Sørøya i Hammerfest kommune i Troms og Finnmark fylke i Norge. Fjorden har indløb mellem Stålet i vest og Skarvnæringen i øst og går 15 kilometer mod syd til Straumen i enden af fjorden.
Fjorden er opkaldt efter Sandøya som ligger midt i fjorden og her ligger der enkelte huse på østsiden af øen. På østsiden af fjorden, øst for Sandøya ligger gårdene Skarvfjord og Hønsby. Skarvfjord ligger ved indløbet til den lille fjordarm Skarvfjorden. Vest for Sandøy ligger de dybe bugter Ytre og Indre  Reppa. 
Den indre del af Sandøyfjorden bliver kaldt Sandøybotn. Her ligger også flere småbrug. Koppardal ligger i en bugt på vestsiden, og længst inde i fjorden ligger  Fiskenes, Oterurda, Mebotn og Storelv. Straumen er en lavvandet smal vig som går helt ind til enden af fjorden. På østsiden af fjorden  ligger også den lille fjordarm Båtsfjorden. 
Fjorden er 165 meter på det dybeste, lige nord for Sandøya.